# Бурлеск

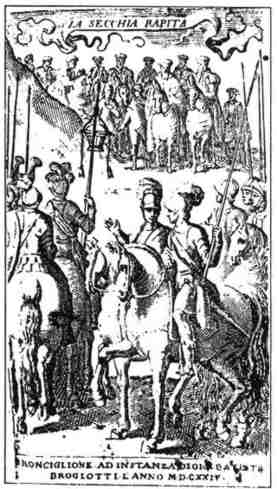
Первое издание ироикомической поэмы А. Тассони «Похищенное ведро» (1622)

Бурле́ск (итал. burlesco ← burla «шутка») — вид комической поэзии, сформировавшийся в эпоху Возрождения. Комизм бурлеска строится на том, что серьёзное содержание выражается несоответствующими ему образами и стилистическими средствами, а «возвышенные герои» классической античной либо классицистической (реже — средневековой) литературы оказываются как бы «переодетыми» в шутовское чуждое им одеяние.
Травести́я — литературный пародийный приём, когда о высоком предмете повествуется низким стилем.
Ироикомедия — противоположный приём, когда простонародный быт описывается «высоким штилем» героического эпоса.

## История
Бурлеск возник ещё в античной литературе. Первым образцом этого жанра является «Батрахомиомахия» («Война мышей и лягушек») — пародия на «Илиаду» Гомера.
В эпоху Возрождения раньше всего бурлеск возникает в Италии. Ранними образцами итальянского бурлеска можно считать Orlando riffato — перелицованную поэму Франческо Берни (1541), являющуюся соответственно переделкой «Влюблённого Роланда» Боярдо и подобную же переделку того же сюжета, принадлежащую перу Лодовико Доменики (1545). Но только в следующем веке мы видим уже по-настоящему сформировавшийся бурлеск, нашедший, наконец, свой основной объект — образы античной древности, прежде всего столь высоко чтимой Средневековьем и гуманистами «Энеиды». Такова «Eneide travestita» Лалли (1633), нашедшего себе многочисленных подражателей.

### Травестированная поэма эпохи классицизма
Во Франции наиболее ярким произведением в жанре травестии явилась знаменитая в своё время «Eneide travestie» Скаррона (1648—1653). Так как Скаррон прервал своё изложение на восьмой песне «Энеиды», то вскоре появились попытки продолжения. Более самостоятелен д’Ассуси со своим «Ravissement de Proserpine». Был и ещё целый ряд подобных попыток во французской литературе, но малоудачных. Несколько выделяется в этом ряду попытка травестировать «Генриаду» Вольтера, попытка, сделанная Монброном (1758).
На английской почве Скаррону подражал в своём травестированном Вергилии К. Коттон. Из других травестийных поэм можно назвать 4 кн. «Энеиды» голландского поэта П. Лангендика (1735) и поэму датского поэта Гольберга (1754), травестировавшего в своей поэме ряд мест из «Энеиды».
Начало немецкого бурлеска, в конце XVIII в., положил Михаэлис со своим «Leben und Taten des teuren Helden Aeneas». Erstes Märlein, 1771. Но это произведение, как и последующее аналогичное Ф. Беркана (1779—1783), были ещё очень слабыми. Более удачный образец бурлеска дал лишь А. Блумауэр (1784—1788), вызвавший ряд подражателей и последователей в Германии и даже за её пределами. Резкие выпады Блумауэра против иезуитов, яркие картины немецкого быта под покровом рассказа об Энее и его спутниках, удачное применение комического тона — обусловили довольно большую популярность Блумауэра и его травестированной «Энеиды». (Список продолжателей Скаррона см. Последователи «Вергилия наизнанку» Скаррона).
В России конец XVIII в. ознаменовался несколькими травестированными поэмами. Одна из них — «Вергилиева Энеида, вывороченная наизнанку» Н. П. Осипова (1791) с продолжением Котельницкого (в 1801). Далее к тому же жанру относятся «Ясон, похититель златого руна, во вкусе нового Енея» Наумова (1794) и «Похищение Прозерпины» Котельницкого и Люценко (1795). Все эти произведения сохранили теперь только историческое значение. К традиции травестии примыкает и «Гаврилиада» молодого Пушкина.
Позднее на основе «Энеиды» Осипова была создана «Энеида» И. Котляревского (1-е полное посмертное изд. 1842, написана же была в период ранее 1798 г. и до 20-х гг. XIX столетия). Была попытка травестировать «Энеиду» и в белорусской литературе («Энеіда навыварат» В. Ровинского; другой образец бурлеска — «Тарас на Парнасе» К. Вереницына).

### Ироикомическая поэма эпохи классицизма

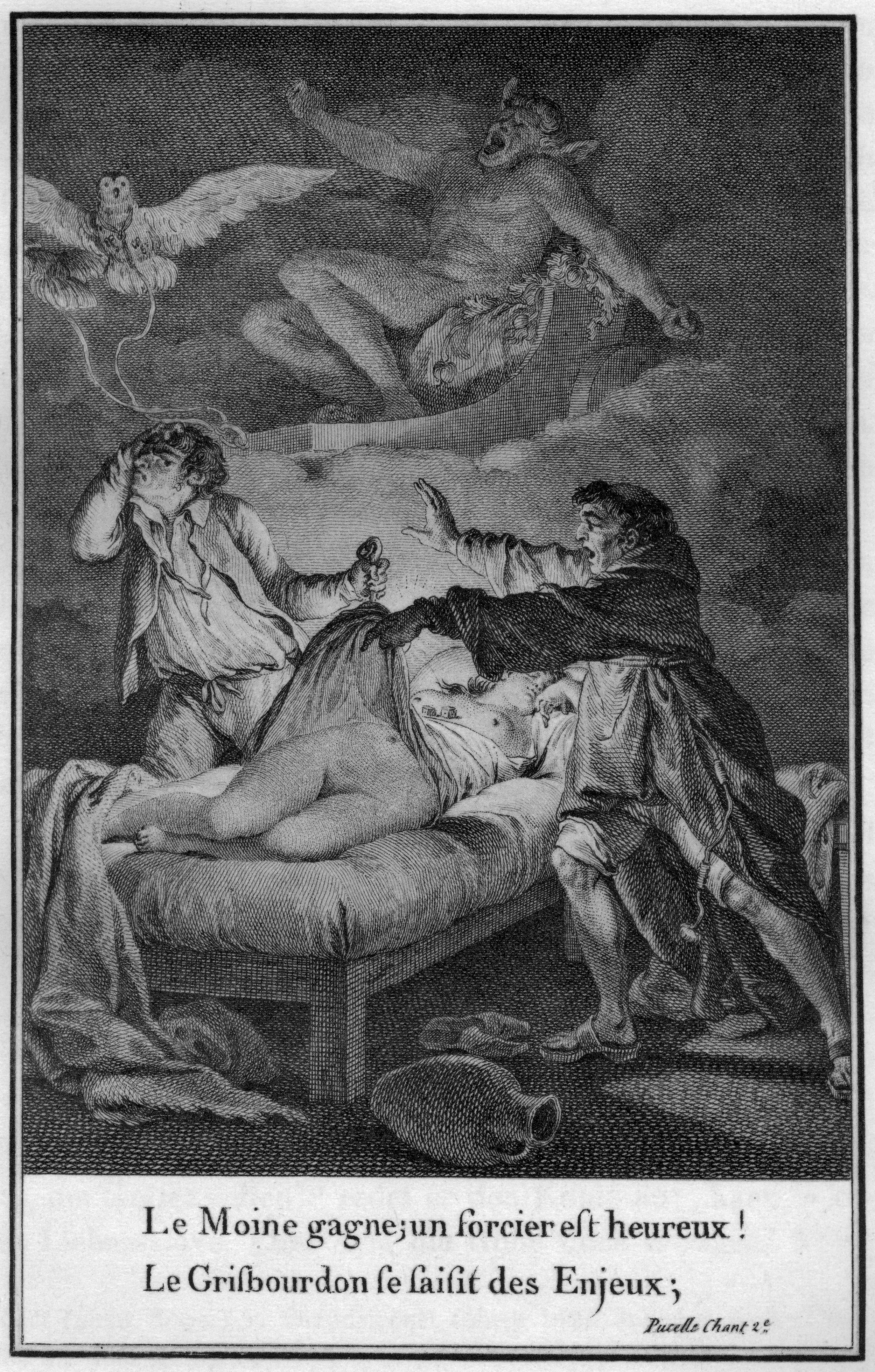
Гравированная иллюстрация к «Орлеанской девственнице»

Полемизируя со Скарроном, идеолог классицизма Буало в 1672 г. опубликовал поэму «Налой», где высоким стилем героической поэмы описал будничное происшествие из повседневной жизни. Возвышенное описание «низких» предметов стало одним из основных направлений английской литературы эпохи классицизма. Важнейшим памятником английского бурлеска является «Гудибрас» Батлера (1669) — злая сатира на пуритан. В стиле «Гудибраса» выдержаны некоторые сатиры Драйдена, «Битва книг» Свифта и лучшее в поэтическом наследии Поупа.
Ироикомическая поэма «Орлеанская девственница» в своё время была популярнее всех «серьёзных» трудов Вольтера. Русскому читателю вкус к этому жанру привил В. И. Майков, автор поэм «Игрок ломбера» (1763) и «Елисей, или Раздраженный Вакх» (1771).

### Бурлеск XIX—XX вв.
В европейской литературе середины и конца XIX века жанр бурлеска развития не получил. Особняком стоят бурлескные оперетты Оффенбаха — «Прекрасная Елена» и «Орфей в аду».
Искусство XX века (экспрессионизм, сюрреализм, театр абсурда) вновь использовало опыт бурлеска. О проявлениях в кино см. бурлескная комедия.